# Azərbaycan hərbi hava qüvvələri
Le Azərbaycan hərbi hava qüvvələri ("Forze aeree [militari] azere" in azero) sono l'aeronautica militare dell'Azerbaigian e parte integrante delle forze armate azere.

## Storia
Originariamente fondata nel 26 giugno 1918, l'aviazione militare azera rimane autonoma fino all'integrazione nazionale nell'Unione Sovietica quindi venne sciolta. Come altre aeronautiche militari ex sovietiche, dopo l'indipendenza, viene rifondata nel 1992 a seguito del dissolvimento della precedente, mantenendo dimensioni ridotte e basata su velivoli ereditati dall'Unione Sovietica (aerei da attacco al suolo Su-25, cacciabombardieri tattici) Su-17 e Su-24, intercettori MiG-25, caccia MiG-21, elicotteri Mi-8, cargo An-12 ed An-24) e da paesi appartenenti all'ex Patto di Varsavia (Mi-2 polacchi, L-29 ed L-39 cecoslovacchi.

## Aeromobili in uso
Sezione aggiornata annualmente in base al World Air Force di Flightglobal del corrente anno. Tale dossier non contempla UAV, aerei da trasporto VIP ed eventuali incidenti accorsi durante l'anno della sua pubblicazione. Modifiche giornaliere o mensili che potrebbero portare a discordanze nel tipo di modelli in servizio e nel loro numero rispetto a WAF, vengono apportate in base a siti specializzati, periodici mensili e bimestrali. Tali modifiche vengono apportate onde rendere quanto più aggiornata la tabella.
| Aeromobile                      | Origine        | Tipo                                           | Versione (denominazione locale)     | In servizio (2024) | Note | Immagine |
| Aerei da combattimento          |                |                                                |                                     |                    | |          |
| Joint Fighter JF-17 Thunder     | Pakistan Cina  | cacciabombardiericonversione operativa         | JF-17C block IIIJF-17B              | 0                  | Il 25 settembre 2024 sarebbero stati consegnati i primi esemplari, di un numero non precisato di JF-17C block III ordinati ordinati nel febbraio dello stesso anno. Secondo il WAF 2025 di Flightglobal, sarebbero 12 i JF-17 ordinati, di cui 8 monoposto e 4 biposto. |          |
| Mikoyan-Gurevich MiG-29 Fulcrum | Russia         | cacciabombardiereconversione operativa         | MiG-29CMiG-29UB                     | 123                | 29 tra MiG-29C e MiG-29UB acquistati usati dall'Ucraina nel 2006, sottoposti ad aggiornamento, e ricevuti nel 2007. Un monoposto è stato perso il 22 luglio 2019. Teoricamente i MiG-29 disponibili sarebbero 17 in quanto due monoposto ed un biposto sono in manutenzione in Ucraina. |          |
| Sukhoi Su-25 Frogfoot           | Russia Georgia | aereo d'attacco al suoloconversione operativa  | Su-25KSu-25UBK                      | 92                 | Acquistati dalla Georgia nel 2002 e revisionati dalla Tbilaviamishemi georgiana, nel 2010. Dal 2011 sono stati sottoposti ad un aggiornamento che ha riguardato l'avionica, con modifiche al sistema di navigazione che è stato adattato all'impiego notturno e ogni-tempo, e l'integrazione di nuovi ordigni, quali il missili aria-aria Vympel R-73 e bombe occidentali Mk-82 e Mk-83 dotate di kit a guida laser. Un esemplare monoposto è stato perso il 4 ottobre 2020 durante la seconda guerra del Nagorno-Karabakh. |          |
| Aeromobili a pilotaggio remoto  |                |                                                |                                     |                    | |          |
| Elbit Hermes 450                | Israele        | UAV                                            | Hermes 450                          | 9                  | 10 Hermes 450 furono comprati nel 2008. Il 12 settembre 2011 un UAV è stato abbattuto dall'Esercito di difesa del Nagorno Karabakh nello spazio aereo della non riconosciuta Repubblica del Nagorno Karabakh. Le investigazioni condotte hanno determinato trattarsi di un Hermes 450. |          |
| Elbit Hermes 900                | Israele        | UAV                                            | Hermes 900                          | ~15/20             | Circa 15/20 Hermes 900 in servizio al giugno 2020. |          |
| IAI Heron                       | Israele        | UAV                                            | Heron                               | 5                  | 5 Heron in servizio al giugno 2020. |          |
| Baykar Bayraktar TB2            | Turchia        | UAV                                            | TB2                                 | 4                  | 6 TB2 ordinati a giugno 2020. Due esemplari sono stati persi durante il conflitto in Nagorno-Karabakh, rispettivamente il 19 ottobre e l'8 novembre del 2020. |          |
| Baykar Bayraktar Akinci         | Turchia        | UAV                                            | Akinci-A                            | 1                  | Almeno un Akinci-A in servizio al 9 febbraio 2024. |          |
| Aerei da trasporto              |                |                                                |                                     |                    | |          |
| Alenia C-27J Spartan            | Italia         | aereo da trasporto tattico                     | C-27J                               | 1                  | L'8 giugno 2023, italiana Leonardo ed il Governo azero, hanno comunicato l'avvenuto ordine per il C-27J. Non sono stati divulgati il numero di aerei ordinati ed i tempi di consegna. Il primo dei due esemplari ordinati è stato consegnato il 26 giugno 2024. |          |
| Ilyushin Il-76 Candid           | Russia         | aereo da trasporto                             | Il-76TD                             | 2                  | 4 consegnati. |          |
| Boeing 777                      | Stati Uniti    | aereo da trasporto VIP                         | B777-200LR                          | 2                  | 2 Boeing 777-200-LR consegnati ad inizio 2020. |          |
| Boeing 767                      | Stati Uniti    | aereo da trasporto VIP                         | B767-32L-ER                         | 1                  | 1 consegnato. |          |
| Airbus A340                     | Unione europea | aereo da trasporto VIP                         | A340-600CJ                          | 1                  | 1 consegnato. |          |
| Airbus A320                     | Unione europea | aereo da trasporto VIP                         | A320CJ                              | 1                  | 1 consegnato. |          |
| Airbus A319                     | Unione europea | aereo da trasporto VIP                         | A319-115CJ                          | 1                  | 1 consegnato. |          |
| Aerei da addestramento          |                |                                                |                                     |                    | |          |
| Aero L-39 Albatros              | Rep. Ceca      | aereo da addestramento                         | L-39C                               | 12                 | 12 L-29C consegnati. |          |
| MFI-395 Super Mushshak          | Pakistan       | aereo da addestramento basico                  | MFI-395                             | 10                 | 10 ordinati a luglio 2017 e consegnati in due lotti da 5 tra luglio 2018 e dicembre 2019. |          |
| Elicotteri                      |                |                                                |                                     |                    | |          |
| Bell 412                        | Stati Uniti    | elicottero utility                             | B 412                               | 2                  | 2 Bell 412EP acquistati dal Canada e consegnati a marzo 2018. |          |
| Bell 401                        | Stati Uniti    | elicottero utility                             | B 401                               | 1                  | 1 Bell 401 consegnato a marzo 2018. Si tratta di una variante del Bell 206L-4 Long Ranger IV. |          |
| MD Helicopters MD 530           | Stati Uniti    | elicottero utility                             | MD 530                              | 1                  | 1 MD 530 consegnato a marzo 2018. |          |
| Mil Mi-24 Hind                  | Russia         | elicottero d'attacco                           | Mi-24PMi-24VMi-24G Super HindMi-35M | 27924              | 18 tra Mi-24P e Mi-24V ex ucraini ordinati nel 2006. I 9 Mi-24G sono Mi-24V aggiornati che sono stati riconsegnati tra il 2014 ed il 2017. I 24 Mi-35M sono stati acquisiti nel 2010 con consegne completate nel 2014. |          |
| Mil Mi-17 Hip                   | Russia         | elicottero utility elcottero d'attacco leggero | Mi-17-V1 Hip-H                      | 64                 | 65 consegnati. |          |
| Kamov Ka-32 Helix               | Russia         | ricerca e soccorso                             | Ka-32S Helix-C                      | 4                  | 4 consegnati. |          |
| Mil Mi-2 Hoplite                | Russia         | elicottero da addestramento                    | Mi-2                                | 7                  | 7 consegnati. |          |

## Aeromobili ritirati
- Mikoyan-Gurevich MiG-21MF Fishbed
- Sukhoi Su-24 Fencer (1992 - 2010)[1][2]
- Mikoyan-Gurevich MiG-25PD Foxbat (1992 - 2006)[1][2]
- Mikoyan-Gurevich MiG-25PU Foxbat (1992 - 2006)[1][2]
- Mikoyan-Gurevich MiG-25RB Foxbat (1992 - 2006)[1][2]
- Sukhoi Su-17 Fitter
- Aero L-29 Delfin
- Antonov An-12 Cub
- Antonov An-24 Coke